# Cineva acolo sus mă iubește
Cineva acolo sus mă iubește (titlul original: în engleză Somebody Up There Likes Me) este un film dramatic american despre viața boxerului Rocky Graziano, realizat în 1956 de regizorul Robert Wise, după romanul omonim scris de Rocky Graziano împreună cu Rowland Barber. Protagoniști filmului sunt actorii Paul Newman, Pier Angeli, Everett Sloane și Eileen Heckart.

## Rezumat
Sfârșitul anilor 1930. Rocky Barbella crește într-o familie cu probleme, în cartierul East Side din New York. Tatăl său Nick, este un alcoolic care nu este împăcat cu gândul că la cererea soției sale, a renunțat la cariera de boxer. Nick continuă să-și descarce furia și dezamăgirea, pe fiul său Rocky, care fuge din ce în ce mai des de acasă. Fiind influențat și de prietenii delincvenți din cartier, o ia pe un drum greșit, participând tot mai mult la jafuri și bătăi. Din această cauză ajunge la o școală de corecție, nu mult după aceea, la închisoarea pentru tineri delincvenți. Acolo îl cunoaște pe Frankie Peppo, care îl invită pe Rocky să îl viziteze după terminarea detenției, la școala de box pe care o conduce. 
Deoarece iarăși a bătut un gardian, este din nou condamnat la șase ani. Tatăl său a renunțat să-și mai facă vreo speranță în legătură cu el, iar mama lui suferă o căderere nervoasă. Când îl vizitează în închisoare după tratamentul ei de recuperare, fiind total dărâmată îi spune lui Rocky că va renunța la tot, dacă el nu se va schimba. Starea proastă a mamei sale și cuvintele ei îl fac să mediteze la tot ce a făcut, luând în consecință  hotărârea să-și schimbe modul de viață.
O cunoaște pe Norma, viitoarea lui soție, devenind responsabil pentru întreținerea familiei se antrenează intens pentru a participa la meciuri de box, reușind în final să câștige titlul de campion mondial la categoria mijlocie.

## Distribuție
- Paul Newman – Rocky Graziano născut Rocco Barbella
- Pier Angeli – Norma Graziano
- Everett Sloane – Irving Cohen, managerul de box
- Eileen Heckart – dna. Barbella, mama lui Rocky
- Harold J. Stone – Nick Barbella, tatăl lui Rocky
- Sal Mineo – Romolo
- Ray Stricklyn – Bryson
- Robert Loggia – Frankie Peppo
- Steve McQueen – Fidel, un delincvent
- Angela Cartwright – fiica lui Rocky
- Arch Johnson – Heldon
- Theodore Newton – Edward Eagan, comisionarul
- Joseph Buloff – Benny, filozoful

## Melodii din film
- Pe durata genericului și al postgenericului se aude o versiune a cântecul „Somebody Up There Likes Me”, interpretată de Perry Como.[3]

## Premii și nominalizări
- Premiul Oscar
  - pentru cea mai bună imagine lui Joseph Ruttenberg
  - Nominalizare pentru cel mai bun montaj lui Albert Akst